# Rancagua
Rancagua er en by og en kommune i Chile. Den er hovedby i O'Higgins-regionen og i Cachapoal-provinsen. Byen har 206.971 indbyggere, og kommunen har 232.211 indbyggere, og den ligger 87 km syd for landets hovedstad, Santiago.
Byen hed oprindeligt Santa Cruz de Triana. Byens økonomi er baseret på minedrift, turisme, landbrug, skovbrug, fødevareproduktion og servicefunktioner til mindre industrier.